# Cássio Motta
Cássio Motta (São Paulo, 22 de fevereiro de 1960) é um ex-tenista brasileiro. Alcançou o melhor lugar em duplas 4° em 1983, chegando a ser a 5° melhor dupla do mundo com Carlos Kirmayr. Cássio Motta é destro e jogou profissionalmente entre 1978 e 1994. Representou inúmeras vezes o Brasil na Copa Davis.

## Carreira
Numa época onde o tênis estava engatinhando no cenário nacional, Cássio disputava torneios de duplas onde conseguia resultados mais expressivos fazendo duplas de sucesso com Marcos Hocevar, Carlos Kirmayr e Luiz Mattar. Começou a carreira em 1978 jogando em dupla com Carlos Kirmayr, sendo o parceiro bem mais experiente. Em uma gira européia faturaram dois torneios fortes: Madri e Barcelona em 1982. Logo depois, chegaram às semis de Roland Garros em 1982. Depois de um título em Lisboa e as quartas em Nova York, Cássio atingiu o número 4° do mundo e Kirmayr 8°.
Cássio também fez outra dupla de êxito com Cláudia Monteiro nas duplas mistas.
Depois de trocas de parceiros e ainda continuar num ótimo nível, Cássio Motta volta a jogar com Kirmayr em 1984 no U.S. Open. Acabou a carreira em 1994 quando caiu na primeira rodada do challenger de Ribeirão Preto.

## Copa Davis
Cássio sendo um dos principais tenistas, foi logo chamado a representar o Brasil na Davis. Até hoje mantém um recorde excelente em duplas: 15 vitórias contra 5 derrotas. Seu primeiro desafio foi sobre a Bolívia. Esteve presente na famosa vitória brasileira sobre a Alemanha em 1992 jogando ao lado de Fernando Roese vencendo Boris Becker e Jelen por 3 sets. Terminou a carreira na Davis em 1993 diante da derrota para a Bélgica.
Na Davis foram 13 vitória de simples e 16 derrotas, e 15 vitória de duplas e 5 derrotas.

## Títulos
Duplas
10 titulos
Madri/91, Gstaad/89, Guarujá/87, Marbella/85, Washington/83, Boston/83, Lisboa/83, Venice/82, São Paulo/82, e Madri/79).
15 vice-campeonatos:
Hamburgo/91, São Paulo/91, Key Biscayne/90, Guarujá/90, Genebra/85, North Conway/84, Viena/83, North Conway/83, Cincinnati/83, Indianápolis/83, Barcelona/82, Guarujá/82, Bruxelas/81, São Paulo/80 e Barcelona/79.
Simples
Final: em Guarujá/87
Semifinalista; em Búzios/92, Rio de Janeiro/89, São Paulo/88 e Johanesburgo/83

## Final de Grand Slam

### Duplas Mistas
| Posição | Ano  | Campeonato       | Piso   | Parceira         | Oponentes                 | Placar         |
| Vice    | 1982 | Aberto da França | Saibro | Cláudia Monteiro | John Lloyd Wendy Turnbull | 2–6, 6–7(8–10) |